# Anopheles incognitus
Anopheles incognitus är en tvåvingeart som beskrevs av Steffen Lambert Brug 1931. Anopheles incognitus ingår i släktet Anopheles och familjen stickmyggor. Inga underarter finns listade i Catalogue of Life.